# Niemandsland

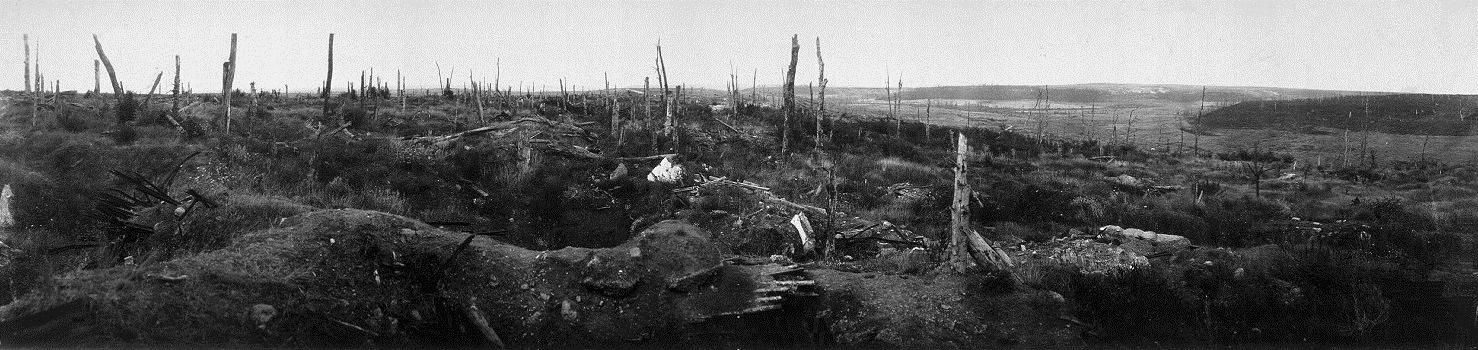
Niemandsland in Frankreich (1919)

Niemandsland (englisch no-man’s land, lateinisch terra nullius) bezeichnet ein Gebiet, das niemandem gehört, also
1. staatsrechtlich herrenlos ist oder
2. von niemandem besiedelt und gepflegt oder bewirtschaftet wird oder
3. zwischen den Frontlinien eines Krieges liegt.

Im übertragenen Sinn wird damit auch ein besonders unwirtliches Gebiet bezeichnet.
Terra Nullius war bereits im römischen Recht geläufig. Verwandt ist der Begriff res nullius für eine herrenlose Sache.
In moderner Anwendung bezieht sich der Begriff auf Doktrinen aus dem 16. und 17. Jahrhundert, mit welchen europäische Kolonialmächte die Besitznahme von Kolonien in der Neuen Welt rechtfertigten.
Im 18. Jahrhundert wurde unter anderem vom Schweizer Völkerrechtler Emerich de Vattel daraus abgeleitet, dass unkultiviertes Land, das keiner anerkannten Macht untersteht, niemandem gehört, und man schuf damit quasi eine Rechtsgrundlage für die europäischen Mächte, von „primitiven“ Völkern bewohnte Gebiete zu kolonisieren.
Umgangssprachlich wird als Niemandsland auch das Gebiet zwischen den Kontrollstellen bei Grenzübergängen bzw. auch der von den jeweiligen Staaten kontrollierte Grenzgebietsstreifen bezeichnet, der üblicherweise nicht unkontrolliert betreten werden darf.

## Anwendungsfälle
Typische Anwendungsfälle sind:
- ein Grenzgebiet zwischen zwei Hoheitsgebieten, das keiner rechtlichen Hoheit unterstellt ist,
- die Hohe See (internationale Gewässer), inklusive Schiffen ohne Staatsflagge oder Besatzung,
- ein im Krieg umkämpftes, zwischen den Fronten liegendes Gelände, oder im Rahmen eines Waffenstillstands vereinbarte entmilitarisierte Zone / Pufferzone (z. B. Golanhöhen oder auf Zypern),
- historisch (zumindest aus Sicht von Kolonialreichen) bisher unentdeckte oder unbeanspruchte Landmassen,
- international verwaltete Territorien (Mandatsgebiete),
- der gesamte Weltraum nach dem Weltraumvertrag,
- die Antarktis nach dem Antarktisvertrag.

## Europäischer Kolonialismus
Die Annahme, ein Gebiet, das erstmals von Europäern erreicht, also aus ihrer Perspektive „entdeckt“ wurde, gehöre niemandem (terra nullius) und dürfe daher von der entdeckenden Nation in Besitz genommen werden, entwickelte sich im 15. Jahrhundert in der Auseinandersetzung zwischen den Seefahrermächten Portugal und Spanien über die Rechte an Inseln im Atlantik und an Land in Südamerika. Die Azoren waren zum Zeitpunkt ihrer Inbesitznahme für Portugal durch Diogo de Silves 1427 tatsächlich unbewohnt. Doch in der Folge wurden auch Territorien, die erkennbar besiedelt waren, als terrae nullius bezeichnet und kolonisiert, da behauptet wurde, die Behauptung der Souveränität durch eine europäische Macht gegenüber den indigenen Völkern sei automatisch wirksam.
Im 17. Jahrhundert erklärten die Puritaner das Land in Neuengland, wie der Historiker Jürgen Osterhammel schreibt, nach der Doktrin der Terra nullius für „herrenlos frei akquirierbar und kultivierungsbedürftig“, da die indigene Bevölkerung nicht sesshaft war, sondern als Wildbeuter nomadisierte. Mit ähnlicher Begründung nahmen nach 1788 weiße Siedler das Land der damals noch 300.000 bis 750.000 Aborigines in Australien in Besitz genommen. Erst 1992 wurde diese Behauptung vom High Court of Australia revidiert.

## Terrae nullius im 20. und 21. Jahrhundert
Das größte Niemandsland weltweit ist Marie-Byrd-Land in der Antarktis, das, abgesehen von seinem Küstenbereich, von keiner Nation beansprucht wird. Daneben gibt es in der Antarktis Gebiete, die zwar von bestimmten Nationen beansprucht werden, aber völkerrechtlich umstritten sind. Die Regierung der Vereinigten Staaten erklärte, dass sie Gebietsansprüche nicht anerkenne und die gesamte Antarktis Niemandsland sei (siehe Antarktisvertrag).
Noch 1931 besetzte Norwegen ein Gebiet im Osten Grönlands mit der Terra-Nullius-Begründung. Der Ständige Internationale Gerichtshof entschied 1933 jedoch in dieser Angelegenheit für Dänemark.
In der Geschichte gibt es mehrere Beispiele für sogenannte Neutrale Zonen zwischen zwei Staaten. Die bekanntesten waren die Neutrale Zone zwischen Saudi-Arabien und Irak, die von 1922 bis 1991 Bestand hatte, und die Neutrale Zone zwischen Saudi-Arabien und Kuwait, die von 1922 bis 1970 bestand. Diese Gebiete wurden von den angrenzenden Staaten gemeinsam verwaltet. Das gilt auch für das 68 km² große, bis dahin umstrittene Gebiet von Koalou/Kourou zwischen Benin und Burkina Faso, das seit 2009 vom Comité mixte de gestion concertée de la zone de Kourou/Koalou (COMGEC-K) verwaltet wird.
1992 stellte in Australien das höchste Gericht des Landes in der Entscheidung Mabo v. Queensland (No. 2) fest, dass der Kontinent vor Beginn der Kolonisierung durch England keine Terra Nullius war. Dies führte dazu, dass den Aborigines und Torres-Strait-Insulanern mit dem Native Title Landrechte gewährt wurden.
Im Nahostkonflikt gibt es die beispielsweise vom Völkerrechtler Elihu Lauterpacht, dem Herausgeber von Oppenheim’s International Law, vertretene – wenngleich stark umstrittene – Auffassung, dass kein Staat zu Beginn des Krieges von 1948/49 Souveränität über das Westjordanland gehabt habe und Jordanien sich durch die militärische Aneignung im Verlauf dieses Krieges keine legitimen Rechte an dem Gebiet erworben habe. In seinen Augen war das Gebiet daher Terra Nullius, „das sich jeder Staat aneignen durfte, der effektive und stabile Kontrolle ausüben konnte, ohne auf illegale Mittel zurückzugreifen.“
Bir Tawil ist ein kleines Gebiet zwischen den Grenzen von Ägypten und Sudan, das aufgrund verschieden ausgelegter Grenzziehungen von 1899 und 1902 als Niemandsland gilt.
Eine Kuriosität stellt das Fürstentum Sealand dar. Ein Privatmann proklamierte 1967 eine verlassene Plattform vor der Küste Englands, die er als Terra Nullius ansah, zu einem unabhängigen Staat. Die Mikronation erfuhr allerdings keinerlei internationale Anerkennung.
Der jüngste vermeintliche Anwendungsfall der Terra-nullius-Doktrin ist die Gründung der Mikronation Liberland durch den Tschechen Vít Jedlička im Donau-Grenzgebiet zwischen Serbien und Kroatien. Jedlička argumentiert, das von ihm beanspruchte Gebiet sei im Rahmen von Grenzstreitigkeiten zwischen beiden Ländern herrenlos geworden.

## Kunst im öffentlichen Raum

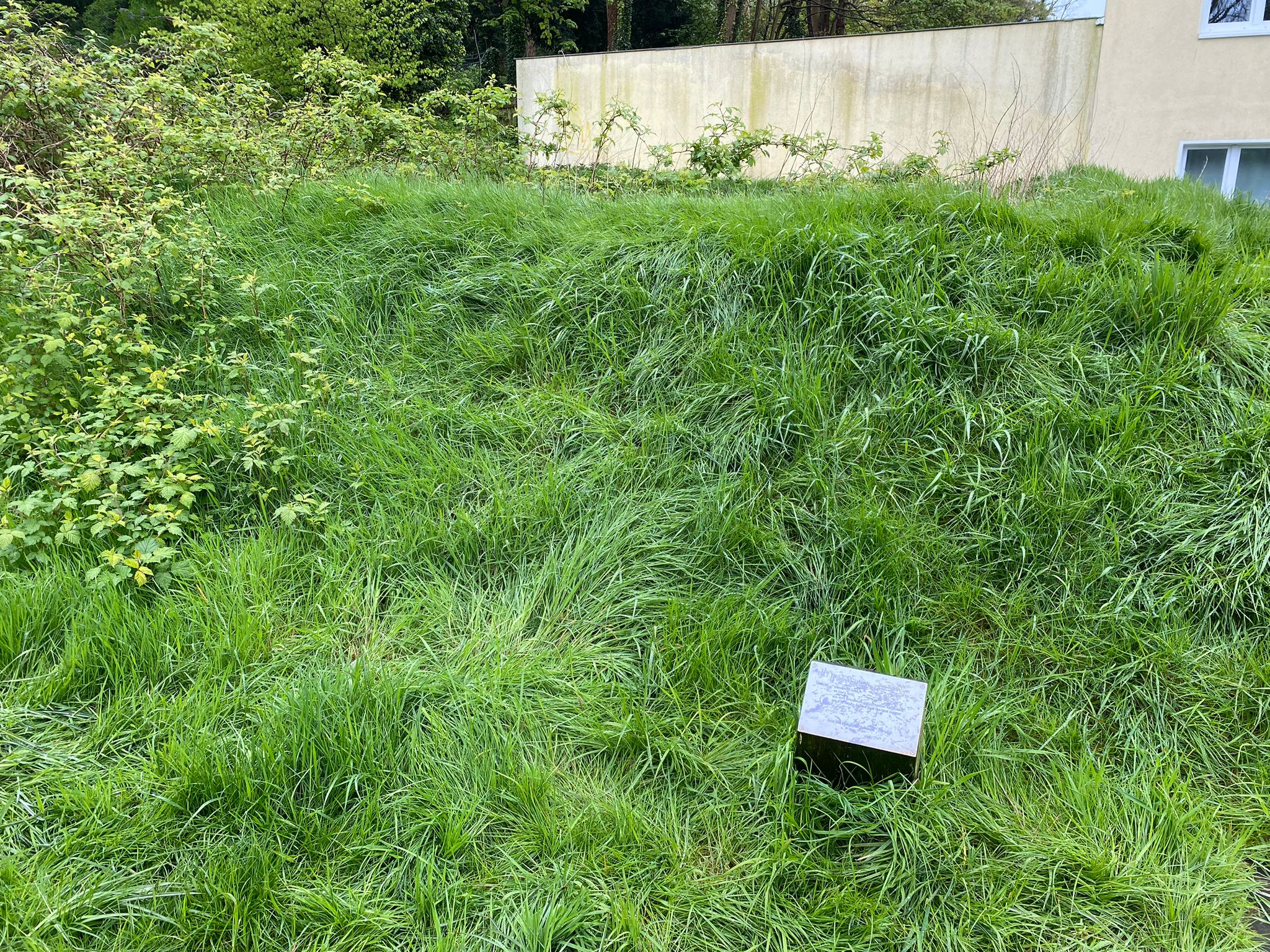
Piet Trantel: niemandes land

1993 ließ der Künstler Piet Trantel ein zwölf mal zwölf Meter großes Grundstück am Eingang des Alten Friedhofs an der Bremer Straße in Hamburg-Harburg aus dem Grundbuch austragen und bezeichnete es als niemandes land. Es wird seitdem sich selbst überlassen und gilt als Werk der Kunst im öffentlichen Raum.